# Ponet-et-Saint-Auban
Ponet-et-Saint-Auban – miejscowość i gmina we Francji, w regionie Owernia-Rodan-Alpy, w departamencie Drôme. Nazwa miejscowości pochodzi od imienia św. Albana.
Według danych na rok 1990 gminę zamieszkiwało 99 osób, a gęstość zaludnienia wynosiła 7 osób/km² (wśród 2880 gmin regionu Rodan-Alpy Ponet-et-Saint-Auban plasuje się na 1522. miejscu pod względem liczby ludności, natomiast pod względem powierzchni na miejscu 830.).